# 래그타임 (영화)
《래그타임》(영어: Ragtime)은 미국에서 제작된 밀로시 포르만 감독의 1981년 드라마 영화이다. 제임스 캐그니 등이 출연하였고, 디노 데라우렌티스 등이 제작에 참여하였다.

## 출연진
- 제임스 캐그니
- 브래드 도리프
- 모지스 건
- 엘리자베스 맥거번
- 케네스 맥밀런
- 팻 오브라이언
- 도널드 오코너
- 제임스 올슨
- 맨디 퍼팅킨
- 하워드 E. 롤린스 주니어
- 메리 스틴버전
- 데비 앨런
- 제프리 더먼
- 로버트 조이
- 노먼 메일러
- 제프 대니얼스
- 프랜 드레셔
- 프랭키 페이존
- 리처드 그리피스
- 조지 해리스
- 새뮤얼 L. 잭슨
- 마이클 지터
- 안드레이어스 커출러스
- 캘빈 레벌스
- 베시 러브
- 스튜어트 밀리건
- 이선 필립스
- 배리 데넌
- 존 래천버거
- 브루스 보아

## 기타 제작진
- 미술: 존 그레이즈마크, 피터 하윗, 퍼트리치아 본브랜던스타인
- 의상: 애나 힐 존스톤